# Внуковское
Поселе́ние Вну́ковское — бывшее муниципальное образование и административно-территориальная единица в Новомосковском административном округе Москвы. Включено в состав Москвы с 1 июля 2012 года в ходе реализации проекта по расширению города. Упразднено 8 мая 2024 года в процессе административно-территориальной реформы ТиНАО. Правопреемником поселения Внуковское являются органы местного самоуправления и управа района Внуково. 
Население — 36 874 чел. (по состоянию на декабрь 2020 года)
Глава поселения и председатель Совета депутатов поселения Внуковское — Цибульский Виталий Юрьевич. Глава администрации — Федулкин Павел Алексеевич.
По принятому в 2024 году закону города поселение преобразуется, его территория отходит муниципальному округу Внуково .

## Географические данные

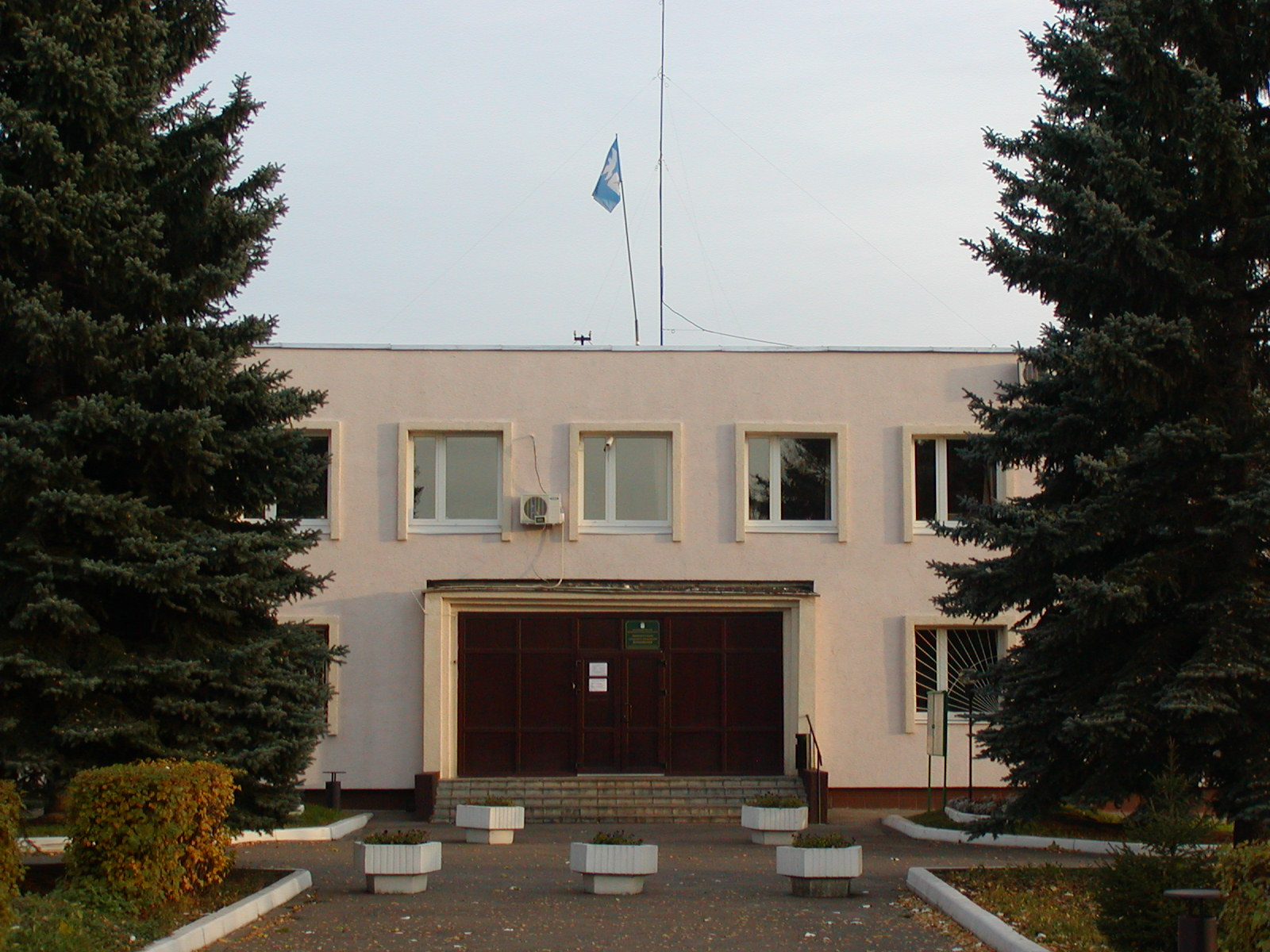
Здание администрации поселения Внуковское

Общая площадь поселения Внуковское — 25,59 км². Муниципальное образование находится в северо-западной части Новомосковского административного округа и граничит:
- с Одинцовским городским округом Московской области (на севере);
- с посёлком и деревней Толстопальцево — эксклавами района Внуково Западного административного округа города Москвы (на западе);
- с поселением Марушкинское Новомосковского административного округа города Москвы (на западе);
- с районом Внуково Западного административного округа города Москвы (на юге);
- с поселением Московский Новомосковского административного округа города Москвы (на юго-востоке);
- с районом Ново-Переделкино Западного административного округа города Москвы (на востоке).

По территории поселения проходит железная дорога Киевского направления (платформа Мичуринец, станция Внуково), а также Боровское шоссе.

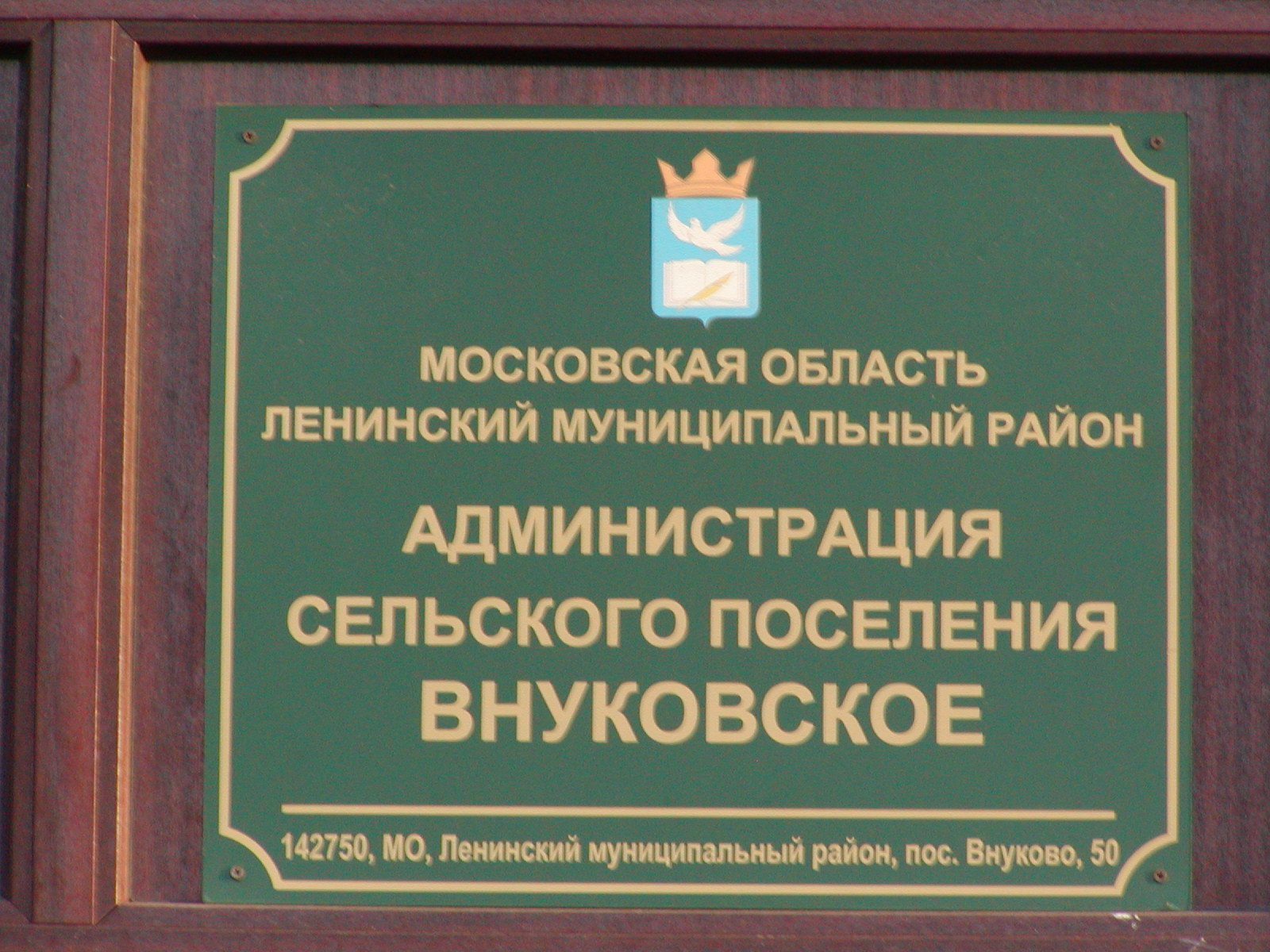
Вывеска администрации сельского поселения Внуковское (2011 год)

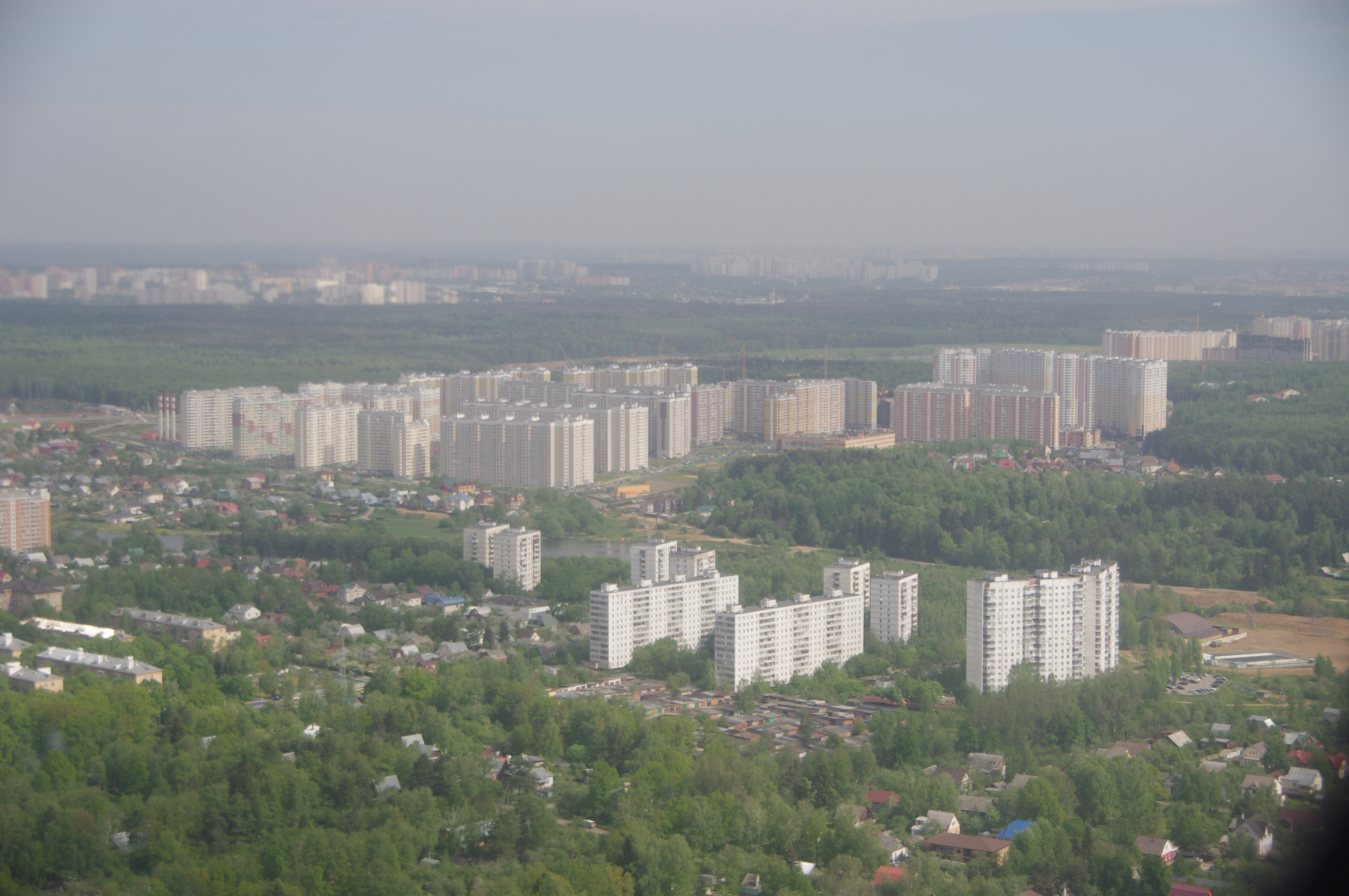
Строительство микрорайона Солнцево-Парк, 2014 год.

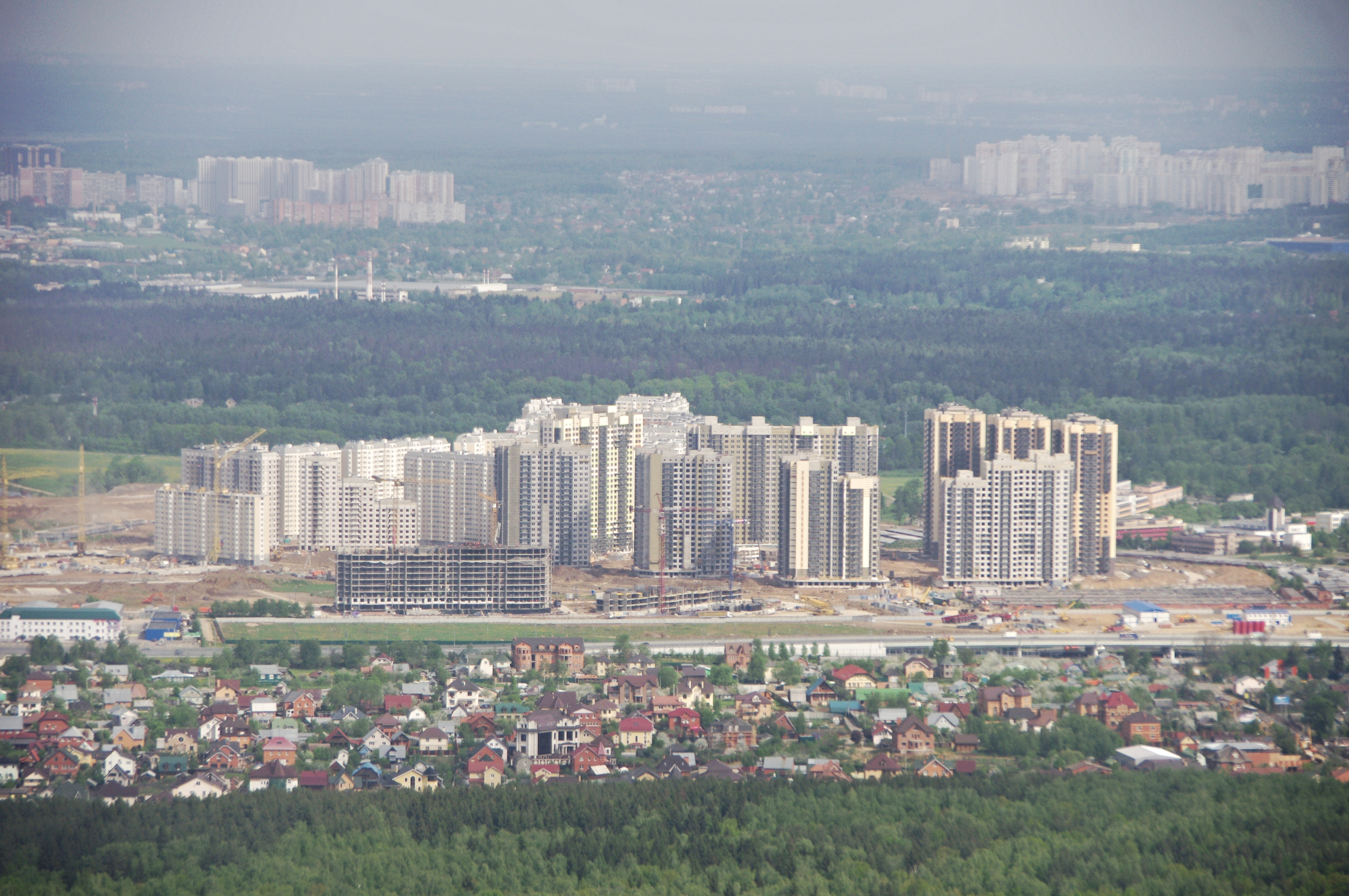
Строительство микрорайона Переделкино-Ближнее, 2014 год.

## Население
| 2010  | 2012  | 2013    | 2014    | 2015    | 2016    | 2017  |
| ----- | ----- | ------- | ------- | ------- | ------- | ----- |
| 3988  | ↗4000 | ↗4045   | ↗4066   | ↗6487   | ↗6914   | ↗7029 |
| 2018  | 2019  | 2020    | 2021    | 2023    | 2024    |       |
| ↗7411 | ↗7815 | ↗12 816 | ↗59 580 | ↗63 312 | ↗64 390 |       |

### Национальный состав
По итогам переписи населения 2020 года проживали следующие национальности (национальности менее 0,1 % и другое, см. в сноске к строке «Другие»):
| Национальность | Численность, чел. | Доля     |
| -------------- | ----------------- | -------- |
| Русские        | 43 203            | 72,51 %  |
| Армяне         | 863               | 1,45 %   |
| Татары         | 730               | 1,23 %   |
| Азербайджанцы  | 409               | 0,69 %   |
| Украинцы       | 370               | 0,62 %   |
| Грузины        | 250               | 0,42 %   |
| Таджики        | 225               | 0,38 %   |
| Узбеки         | 181               | 0,30 %   |
| Белорусы       | 160               | 0,27 %   |
| Чеченцы        | 151               | 0,25 %   |
| Чуваши         | 144               | 0,24 %   |
| Калмыки        | 126               | 0,21 %   |
| Киргизы        | 115               | 0,19 %   |
| Молдаване      | 114               | 0,19 %   |
| Аварцы         | 102               | 0,17 %   |
| Башкиры        | 87                | 0,15 %   |
| Осетины        | 81                | 0,14 %   |
| Казахи         | 74                | 0,12 %   |
| Евреи          | 65                | 0,11 %   |
| Корейцы        | 63                | 0,11 %   |
| Мордва         | 61                | 0,10 %   |
| Другие         | 12 006            | 20,15 %  |
| Итого          | 59 580            | 100,00 % |

## Состав поселения
| №  | Населённый пункт                | Тип населённого пункта          | Население |
| -- | ------------------------------- | ------------------------------- | --------- |
| 1  | 1-й Рабочий Посёлок             | посёлок                         | ↗8        |
| 2  | Абабурово                       | посёлок                         | ↗236      |
| 3  | Внуково                         | деревня                         | ↗464      |
| 4  | Внуково                         | посёлок, административный центр | ↗315      |
| 5  | Детского дома «Молодая гвардия» | посёлок                         | ↗104      |
| 6  | ДСК «Мичуринец»                 | посёлок                         | ↗798      |
| 7  | Изварино                        | деревня                         | ↗179      |
| 8  | Ликова                          | деревня                         | ↗122      |
| 9  | Минвнешторга                    | посёлок                         | ↗584      |
| 10 | Пыхтино                         | деревня                         | ↗155      |
| 11 | Рассказовка                     | деревня                         | ↗408      |
| 12 | Станции Внуково                 | посёлок                         | ↗314      |
| 13 | Шельбутово                      | деревня                         | ↗100      |

В приложении № 1 к постановлению Правительства Москвы № 353-ПП от 25.07.2012 «Об утверждении перечней населённых пунктов и улиц Троицкого и Новомосковского административных округов города Москвы, используемых для адресации зданий и сооружений», также указывается хутор Гаврилово, который, однако, отсутствует в ОКАТО и законах Московской области.
Согласно информации с официального сайта, в состав поселения входят 13 населённых пунктов (в том числе хутор Гаврилово, в то время как посёлок детского дома «Молодая гвардия» отсутствует, и 4 жилых комплекса (микрорайона): Солнцево-Парк, Переделкино Ближнее, Внуково 2016/2017, Рассказово.
1-й Рабочий Посёлок является протуберанцем поселения и Москвы, соединён с основной территорией поселения тонкой полосой.

## История
Внуковский сельсовет образован постановлением губернской административно-территориальной комиссии от 23 ноября 1925 года в составе Козловской волости (до 1918 — Кунцевская) Московского уезда Московской губернии из части территории ликвидированного Изваринского сельсовета. По данным Всесоюзной переписи населения 1926 года в сельсовет входили деревни Внуково (483 жителя), Изварино (167) и колония Изваринского детского приюта (70).
В 1929 году Внуковский сельсовет вошёл в состав Кунцевского района образованной Московской области.
Решением Московского областного исполнительного комитета от 20 сентября 1946 года № 1546 и утверждающим его указом Президиума Верховного совета РСФСР от 19 августа 1947 года населённый пункт Внуково был преобразован в рабочий посёлок.
В июне 1954 года Внуковскому сельсовету были переданы территории упразднённых Пыхтинского и Рассказовского сельсоветов.
Спустя почти полгода из Передельцевского сельсовета Калининского района Московской области в состав рабочего посёлка Внуково был передан жилой посёлок Московского центрального аэропорта Внуково, а в 1956 году рп Внуково был выведен из Кунцевского района и передан в административное подчинение Ленинскому райсовету столицы.
В результате проведённых в августе 1960 года преобразований Кунцевский район был упразднён, а Внуковский сельсовет передан вновь образованному Ульяновскому району лесопаркового защитного пояса столицы, в 1961 году возвращённому Московской области.
В 1963 году упразднён уже Ульяновский район, и до начала 1965 года Внуковский сельсовет находился в составе Звенигородского укрупнённого сельского района, после чего был передан восстановленному Ленинскому району Московской области, при этом населённые пункты Глазынино, Губкино и Лесные Поляны были включены в состав Мамоновского сельсовета Одинцовского района Московской области, а в мае того же года Акуловскому сельсовету Одинцовского района была передана территория дома отдыха «Озёры».
Постановлением от 3 февраля 1994 года № 7/6 Московская областная дума утвердила положение о местном самоуправлении в Московской области, согласно которому сельсоветы как административно-территориальные единицы были преобразованы в сельские округа.
1 марта 1995 года Внуковскому сельскому округу была передана территория ДСК «Мичуринец».
В рамках реформы местного самоуправления и в соответствии с Законом Московской области от 28 февраля 2005 года № 79/2005-ОЗ «О статусе и границах Ленинского муниципального района и вновь образованных в его составе муниципальных образований» на территории Ленинского района было образовано сельское поселение Внуковское, в состав которого вошли 15 населённых пунктов позже упразднённого Внуковского сельского округа.

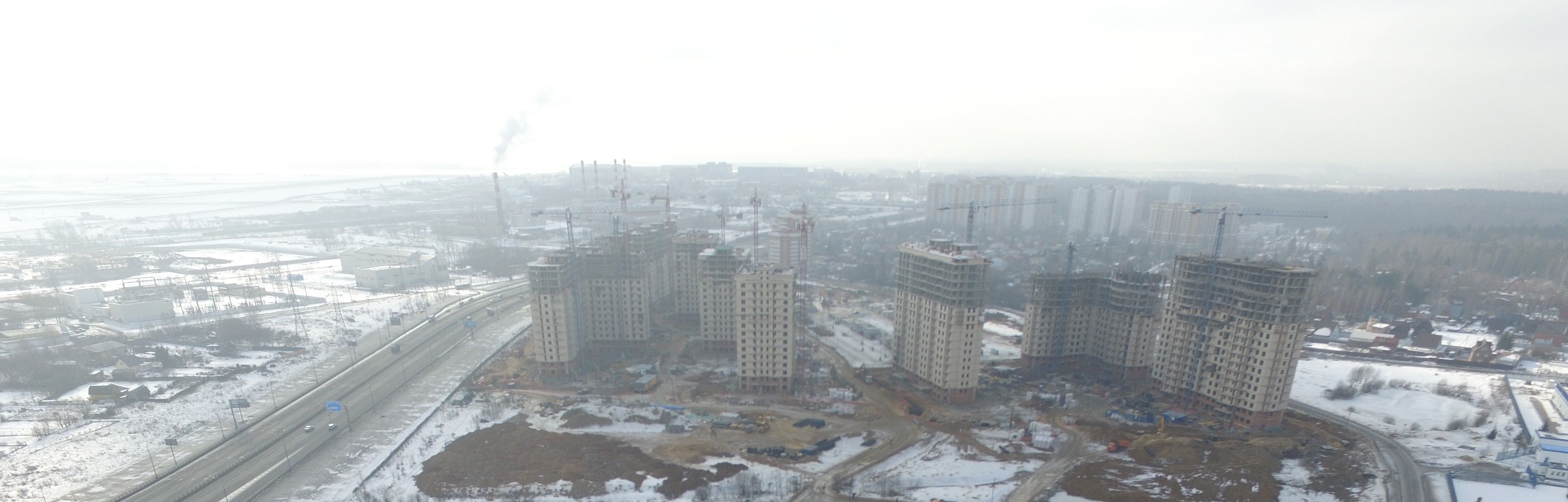
Строительство ЖК Внуково 2016

В июле 2011 года посёлок Изваринской школы был включён в состав посёлка Внуково, а посёлок санатория № 14 — в состав деревни Рассказовки.
С 1 июля 2012 года сельское поселение Внуковское было включено в состав Новомосковского административного округа Москвы в ходе крупного расширения территории города, при этом из его названия было исключено слово «сельское».

## Строительство
Начиная с 2010 года территория района активно застраивается крупными микрорайонами, в связи с чем через несколько лет ожидается резкое увеличение численности населения вплоть до ста тысяч человек. Практически полностью построен крупный микрорайон «Солнцево-Парк» на 20-30 тысяч жителей между деревнями Пыхтино и Рассказовка, активно строятся микрорайоны «Переделкино Ближнее» на 50-80 тысяч жителей между Боровским шоссе и Киевским направлением МЖД, ЖК «Внуково 2016/2017» возле пересечения Боровского и Внуковского шоссе, ЖК «Рассказово».

## Инфраструктура
На территории поселения находятся школы, детские сады, поликлиники.
24 августа 2018 открылась поликлиника в микрорайоне «Солнцево-парк».

## Транспорт

### Метро
Ближайшими станциями метро являются станции «Рассказовка» (открыта 30 августа 2018 года) и «Пыхтино» (открыта 6 сентября 2023 года).

### Железнодорожный транспорт
На территории поселения расположены станция «Внуково» и платформа «Мичуринец» Киевского направления МЖД. С сентября 2023 года и станция, и платформа входят в состав линии МЦД-4.

### Наземный транспорт
Маршруты:
| 32:  | Мещерская • Говорово • Боровское шоссе • Новопеределкино • Рассказовка |
| 128: | Филатов Луг • ЖК «Андерсен» |
| 166: | Рассказовка • Мичуринец • Пыхтино (→) • Солнцево-Парк |
| 507: | Рассказовка • Новопеределкино • Новопеределкино • Саларьево |
| 550: | Рассказовка • Переделкино |
| 579: | Переделкино • Новопеределкино • Рассказовка (→) • Пыхтино • Аэропорт Внуково • Насосная улица |
| 750: | Солнечная • Боровское шоссе • Новопеределкино • Рассказовка • Пыхтино • Толстопальцево • Посёлок Толстопальцево |
| 878: | Тёплый Стан • Корниловская • Коммунарка • Ольховая • Аэропорт Внуково • Толстопальцево • Кокошкино |
| 889: | Улица Ленина (Толстопальцево) • Толстопальцево • Аэропорт Внуково • Насосная улица |
| 892: | Саларьево • Солнцево-Парк |
| 911: | Саларьево • Аэропорт Внуково • Внуковский завод |
| 950: | Солнечная • Боровское шоссе • Новопеределкино • Рассказовка • Пыхтино • Толстопальцево • Кокошкино |
| н11: | Аэропорт Внуково • Пыхтино • Рассказовка • Новопеределкино • Боровское шоссе • Говорово • Озёрная • Юго-Западная • Новаторская • Ленинский проспект • Октябрьская • Библиотека имени Ленина • Охотный Ряд • Лубянка • Китай-город |

«→» — остановки проходятся только при движении в прямом направлении; «←» — остановки проходятся только при движении в обратном направлении.

## Уличная сеть
Главные улицы поселения — Боровское и Внуковское шоссе. Строится трасса Солнцево — Бутово — Видное, от железнодорожной станции «Внуково» вдоль Киевского направления МЖД, платформы «Мичуринец» и улицы Федосьино до Боровского шоссе с ответвлением от платформы «Мичуринец» в сторону микрорайона «Солнцево-парк».
С декабря 2012 года образованы улицы Лётчика Грицевца, Авиаконструктора Петлякова, Лётчика Ульянина в микрорайоне «Солнцево-парк» и ряд улиц в микрорайоне «Переделкино Ближнее», названных в честь известных писателей и поэтов: Анны Ахматовой, Бориса Пастернака, Корнея Чуковского, Булата Окуджавы и Самуила Маршака. В 2016 году в жилом квартале «Внуково 2016/2017» построена Омская улица, в жилом комплексе «Рассказово» — бульвар Андрея Тарковского.